# Петрушевский, Владимир Александрович
Владимир Александрович Петрушевский (4 (16) февраля 1891, Москва — 30 августа 1961) — русский поэт, вулканолог.

## Биография
Родился 4/16 февраля 1891 года в Москве в доме Зубова на Поварской улице. Прадед поэта Фома Петрушевский был переводчиком Эвклида и Архимеда, а его дед — генерал-лейтенант артиллерии Василий Петрушевский — преподавал химию цесаревичу, будущему императору Александру III. Отец Петрушевского, тоже военный, был крестником Александра III.
В 1908 году Петрушевский окончил Хабаровский кадетский корпус, а в 1911 году — Николаевское кавалерийское училище. По выпуску и производству в офицеры 3 года служил в Уссурийском казачьем дивизионе. Чтобы попасть на войну перевелся из казачьих частей в гусары.
В первую мировую войну в чине подполковника воевал в рядах 5-го гусарского Александрийского полка, а во время гражданской войны был в армии адмирала Колчака, в Уфимской кавалерийской дивизии, командир полка и ВРИО начальника штаба.

В 1920 году Петрушевский из Владивостока эвакуировался на о. Яву, где с 1921 года работал в Горном департаменте в отделе геологии. После Явы работал в Борнео и других местах по геолого-разведывательным работам при постройке дорог и наблюдением за активностью вулканов. В его честь назван один из вулканов «Петруш», как его называли местные жители. В 1945 году получил звание геолога-практика. Петрушевский говорил, что он 
«изъездил, исходил и облетал Яву, Суматру, Целебес, Борнео, Бали… имел в своем подчинении 130 вулканов».
Во время экспедиций сотни раз спускался в кратеры вулканов. Дал название новому вулкану Анак Кракатау, появление которого из воды наблюдал во время извержения 1927 года. Дважды возглавлял Вулканологическую службу в течение некоторого времени в период японской оккупации (с 1941 г.) и после Второй мировой войны (с 1946 г.). Построил укрепленные наблюдательные посты («форты») для наблюдения за активностью вулканов, в том числе пост Бабадан на вулкане Мерапи, до сих пор используемый Вулканологической службой службой Индонезии. Автор ряда научных трудов, внесших заметный вклад в изучение вулканической активности и цитируемых много десятилетий спустя.
На Яве Петрушевский изучил голландский и малайский языки и заочно окончил Парижские военно-научные курсы генерала Головина. В 1950 году он вышел в отставку, уехал в Австралию, поселился в Сиднее, где занялся собиранием старинных русских монет и редких книг. Своему увлечению он посвятил стихотворение «Старинные монеты». Занят был и общественной деятельностью: стал активным членом многих русских организаций.
В наследии Петрушевского преобладает гражданская лирика. В его патриотических стихах воспевается прошлое России, выражается надежда на возрождение монархии. До войны был издан сборник стихов «Родине». Много стихотворений он посылал в редакции журналов, включая «Военную Быль» и «Согласие». В поэтическом сборнике Петрушевского «В. А. Петрушевский», посмертно изданном австралийским Корпусом Императорских Армии и Флота, главное место отведено разделам: «Государь и Россия», «Россия», «О былом». С. Спасовский называет Петрушевского «верным солдатом своего Императора, крепким сыном своего народа, эстетом, рыцарем Белой Мечты…». Стихи Петрушевского созвучны творчеству таких поэтов-монархистов, как М. Колосова, кн. Н. Кудашев, И. Савин, О. Скопиченко.